# 旧黑格嫩贝格
旧黑格嫩贝格是德国巴伐利亚州的一个市镇。总面积16.09平方公里，总人口1879人，其中男性934人，女性945人（2011年12月31日），人口密度117人/平方公里。